# Nikolauskathedrale (Charkiw)

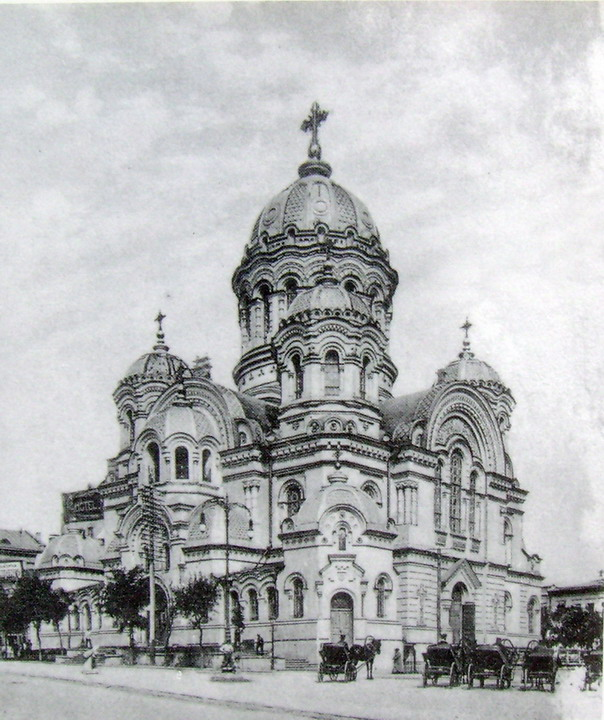
Nikolauskathedrale von 1896 (Aufnahme vor 1917)

Die Nikolauskathedrale (ukrainisch Миколаївський собор, russisch Николаевский собор) war eine Kirche in der ukrainischen Stadt Charkiw.

## Geschichte

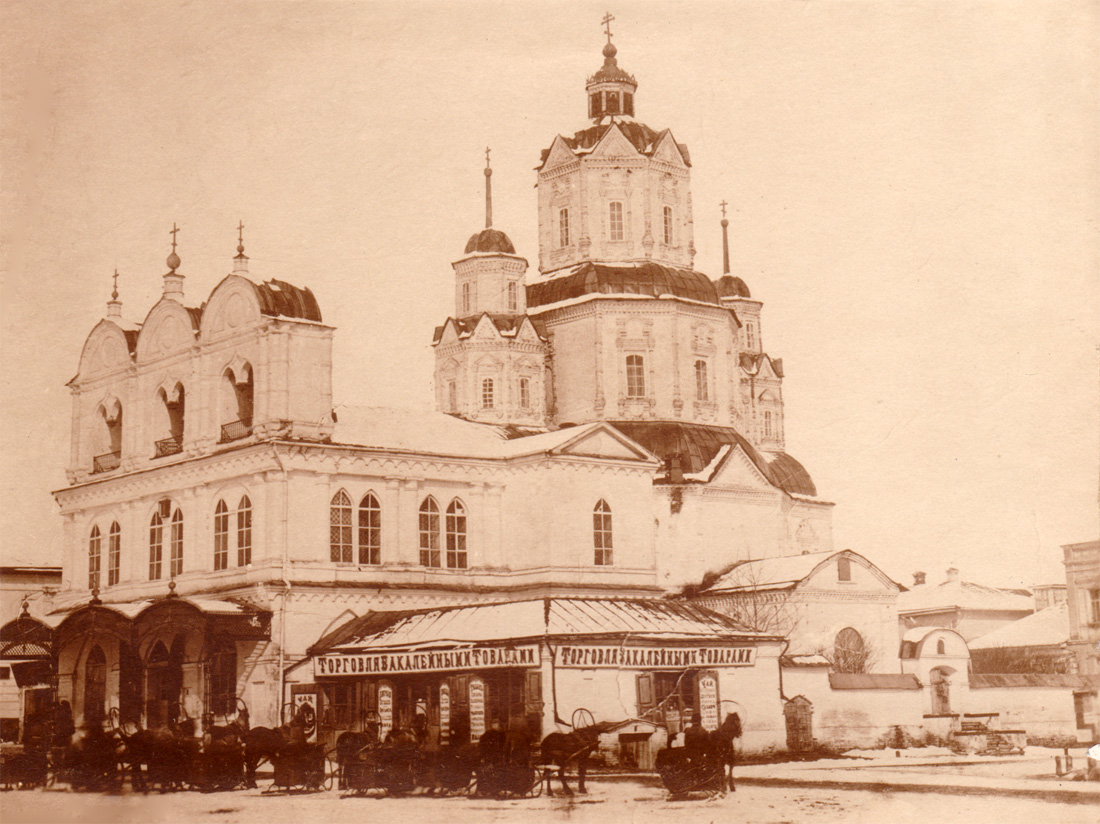
Nikolauskirche von 1770 (Aufnahme vor 1886)

### Vorgängerkirchen
Während für das Jahr 1659 nur drei Kirchen in Charkiw belegt sind (Kathedrale, Mariä-Verkündigung-Kirche und Dreifaltigkeitskirche), kamen bis zum Jahr 1662 drei weitere hinzu: die Mariä-Geburt-Kirche, St. Michael und St. Nikolaus. Diese mehrheitlich als Holzkirchen errichteten Gebäude waren häufiger von Bränden betroffen, so dass wiederholt Neubauten notwendig wurden und man bald Backstein als besser geeignetes Material ansah. Die erste Nikolauskirche wies drei Kuppeln auf, besaß bereits einen Glockenturm und gehörte stilistisch zum ukrainischen Barock. Südöstlich schloss der Friedhof an. Zur Gemeinde gehörten im Jahr 1724 sechs Straßen mit 108 Gehöften.
Beim Stadtbrand von 1733 wurde die Kirche vollständig zerstört. Der erhaltene Glockenturm wurde später umgesetzt. In den Jahren von 1764 bis 1770 erfolgte der erste Steinbau der Nikolauskirche, der sich wohl hauptsächlich an der Kathedrale des Maria-Schutz-Klosters orientierte und wie diese drei Kuppeln besaß. Sie wurde aber allgemein wie andere Bauten der Sloboda-Ukraine gestaltet. Die Ikonostase wurde im Jahr 1811 erneuert. Im Jahr 1828 wurde ein neuer steinerner Glockenturm ergänzt, der vor dem Haupteingang stand, und 1833 eine Kapelle angebaut. Bis 1835 folgte ein neugotisches Refektorium. Als Hauptmäzene traten insbesondere die Kaufleute auf. Der russische Kaiser Nikolaus I. verfügte in der Mitte des 19. Jahrhunderts den Abriss des Glockenturms, da dieser den Verkehr behindere. Es wurde aber ein neuer Glockturm errichtet, der im russisch-byzantinischen Stil in den Jahren von 1851 bis 1854 nach Plänen des Charkiwer Architekten Boris Pokrowskij entstand. Im Jahr 1858 erhielt die Kirche eine neue Ikonostase und 1867 eine Heizung. Trotz der Bauaktivitäten galt die Kirche nur wenige Jahrzehnte später als verfallen und wurde 1886 abgerissen.

### Nikolauskathedrale
In den Jahren von 1887 bis 1896 wurde die Nikolauskathedrale anstelle der Nikolauskirche im byzantinischen Stil erbaut. Als Architekt wurde Wladimir Nemkin beauftragt, der viele Kirchen in Charkiw und Umgebung entwarf. Die Kathedrale besaß fünf Kuppeln und wurde am 3. Oktober 1896 eröffnet. Zu ihrem Inventar gehörten Kirchengeräte aus den 1830er und 1840er Jahren sowie eine Glocke von 1715. Sie war 47 Meter hoch, wies Eckkapellen mit eigenen Kuppeln sowie Halbkuppeln über den Eingängen auf. Mit der Eroberung der Ukraine durch die Bolschewiki im Russischen Bürgerkrieg und der Eingliederung in die Sowjetunion galt die Kathedrale als überflüssig. Die Bolschewiki planten bereits in den späten 1920er Jahren eine Straßenbahnlinie durch das Areal zu erbauen. Als Grund hierfür wurde ein zu kurviger Streckenverlauf angegeben, welcher zu mehreren Unfällen geführt hatte. Derartige Gründe wurden auch in anderen Städten angeführt. So wurden in Mariupol mehrere Sakralbauten für Straßenbahnlinien abgerissen (siehe Liste von Sakralbauten in Mariupol). Im Jahr 1930 wurde die Nikolauskathedrale schließlich gesprengt. Die Steine sollten für Schulneubauten genutzt werden. Der Abriss dauerte sechs Monate, da die Sprengung nur zum Teil erfolgreich war und die Reste in der Folge abgerissen werden mussten. Nahe der Stelle der Kathedrale befindet sich heute das Nikolsky-Einkaufszentrum, das nach ihr benannt wurde. Die Straßenbahnlinie wurde im Jahr 2009 abgebaut.